# Deutsche Basketballmeisterschaft der Frauen 1970
Das Endspiel um die 24. Deutsche Basketballmeisterschaft der Frauen 1970 fand am 7. Mai 1970 in Bad Kreuznach statt, die Teilnehmer wurden nach dem Regelwerk aus dem Jahr 1959 im K.-o.-System ermittelt. Dabei setzte sich der 1. SC Göttingen 05 durch und besiegte den Heidelberger SC mit 72:54. Der 1. SC Göttingen 05 qualifizierte sich als deutscher Meister für den Europapokal der Landesmeister 1970/71.